# Mayingite
La mayingite è un minerale appartenente al gruppo della cobaltite.